# Purperbeer
De purperbeer (Rhyparia purpurata) is een nachtvlinder uit de familie van de spinneruilen (Erebidae) en de onderfamilie van de beervlinders (Arctiinae). 

## Kenmerken
De voorvleugellengte bedraagt tussen de 18 en 22 millimeter voor de mannetjes en tussen de 22 en 25 millimeter voor de wijfjes. 

## Verspreiding en leefgebied
De soort komt verspreid over het Europa, Noord-Azië en Klein-Azië voor. 

## Voorkomen in Nederland en België
De purperbeer is in Nederland een zeer zeldzame soort die voornamelijk te vinden is op de Veluwe. In België is de soort ook zeer zeldzaam, en bekend uit het zuidelijkste puntje van Luxemburg. In 2007 is de soort ook waargenomen in Namen. De vlinder kent één generatie die vliegt van begin juni tot en met augustus.

## Waardplanten
De purperbeer heeft als waardplanten struikheide en soms andere kruidachtige planten en loofbomen. Hij overwintert als rups.